# Šulinci
Šulinci (madžarsko Sándorvölgy, prekmursko Šülinci) so naselje v Občini Gornji Petrovci.